# F. Dyrlund
Niels Kristian Folmer Dyrlund (født 24. maj 1826, død 27. februar 1917 i København) var en dansk sprogforsker.
Dyrlund blev student 1844, deltog i krigen 1848-50 og blev
Dannebrogsmand for sin snilde og modige færd ved Isted, hvor han sammen med et par kammerater fangede en nes fjendtlige oldater. I 1866 blev han cand. mag. i nordisk filologi, 1872 Dr. phil., og var 1872-92 lærer i dansk ved Officersskolen. Dyrlund har skrevet en temmelig stor mængde bladartikler (især anmeldelser) om sproglige og lignende emner; men i øvrigt har hans forfattervirksomhed ikke været
omfangsrig; hans hovedværker er: doktorafhandlingen Tatere og Natmandsfolk i Danmark (1872),
en kortfattet, men indholdsrig Udsigt over de danske Sprogarter (1857), samt nogle grundige afhandlinger om Dansk i "Aarbøger for nordisk Oldkyndighed" (1885), "Arkiv for nordisk filologi" (1895, 1897 og 1911), "Dania" (1896 ff.) og "Danske Studier" (1911), som alle vidner om hans udmærkede kendskab til hans modersmål gennem alle tider og dets dialekter, især øbomålene.